# لسلی بادی
لسلی بادی (انگلیسی: Leslie Bodi; ۱ سپتامبر ۱۹۲۲ – ۱۵ سپتامبر ۲۰۱۵) نویسنده و از استادان دانشگاه مانش اهل استرالیا بود.

## زندگی
وی در مجارستان و ایتالیا در مدرسه شرکت کرد. او سالهای ۱۹۴۰–۴۰، ۱۸ ماه را در اردوگاه کار اجباری (۴۵–۱۹۴۳) گذراند. در پایان جنگ جهانی دوم، او در سطح دانشگاه‌های بوداپست و وین (۴۹–۱۹۴۵) در سطح دانشگاه‌های آلمانی و انگلیسی تحصیل کرد و در سال ۱۹۴۹ فارغ‌التحصیل شد. پس از انقلاب مجارستان سال ۱۹۵۶، او به همراه همسر و دخترش به استرالیا مهاجرت کرد.